# Francesco Mimbelli

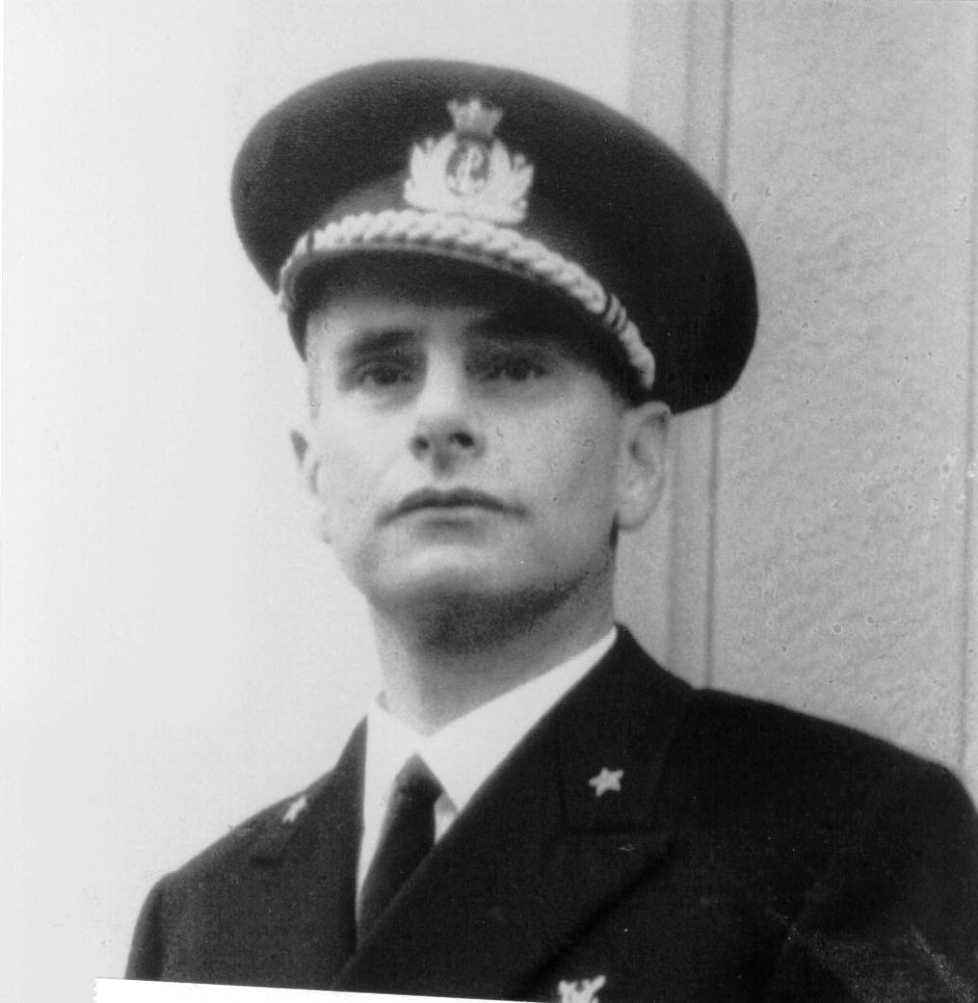
Francesco Mimbelli (1940)

Francesco Mimbelli (* 16. April 1903 in Livorno; † 26. Januar 1978 in Rom) war ein Offizier der italienischen Marine.

## Dienst vor dem Zweiten Weltkrieg
Ab 1918 besuchte er die Accademia Navale (Marineakademie) in Livorno. 1923 schloss er die Marineakademie ab. Er wurde zunächst auf den Kanonenbooten Caboto und Carlotto im Chinesischen Meer eingesetzt. 1926 kehrte er nach Italien zurück. 1930 gehörte er der italienischen Delegation bei den Verhandlungen zum Londoner Flottenvertrag an. Danach diente er auf dem Schweren Kreuzer Trento. Im Jahr 1937 erhielt er das Kommando über ein Torpedoboot. 1939 war er in Albanien eingesetzt. Nach seiner Beförderung zum Fregattenkapitän erfolgte ein Dienst im Marineministerium.

## Zweiter Weltkrieg

### Kreta
Bei Beginn der Teilnahme von Italien am Zweiten Weltkrieg im Dezember 1940 beantragte er das Kommando über ein Torpedoboot-Geschwader. Während der Kämpfe um die griechische Insel Kreta Übernahm er von Bord des Torpedobootes Lupo die Sicherung eines deutschen Truppentransporterkonvois aus kleinen Fischerbooten und Motorseglern unter dem Kommando von Oberleutnant zur See Albert Oesterlin, auf denen deutsche Gebirgsjäger eingeschifft waren. In der Nacht vom 21. auf den 22. Mai 1941 wurde er dabei von einem weit überlegenen britischen Kampfverband mit den Kreuzern Ajax, Orion, Dido und den Zerstörern Hereward, Hasty, Janus und Kimberley überrascht, mit der er umgehend den Kampf aufnahm. Er legte eine Nebelwand, um die kleinen eskortierten Einheiten und griff den Gegner mit Torpedos, Maschinengewehren und Bordgeschützen an. Er geriet zwischen den feindlichen Einheiten ins Kreuzfeuer, die sich dann in der Dunkelheit gegenseitig beschossen. Die britischen Schiffe versenkten zehn Schiffe des Konvois, während die anderen Konvoischiffe nach Griechenland zurückkehrten. Später kehrte er mit seinem vom britischen Feuer völlig durchsiebten Torpedoboot Lupo zum Konvoi zurück und sorgte für die Rettung der Überlebenden des Konvois aus dem Meer. Rund 300 deutsche Soldaten kamen bei dieser gescheiterten Aktion um. Für diesen Einsatz wurde ihm der höchste italienische Militärorden, die Tapferkeitsmedaille in Gold, verliehen. Der britische Verbandführer Admiral Irvine Glenne wurde stark kritisiert, da der Transport zwar abgebrochen wurde, aber viele Fischerboote und das Torpedoboot entkamen. Außerdem wurde die Orion durch einen Torpedo und durch eigenes Feuer beschädigt. Anzumerken ist ferner, dass von den 18 Granaten, welche die Lupo trafen, aufgrund von Munitionsfehlern, nur drei tatsächlich explodierten. Die Ordensverleihung wurde wie folgt begründet: "Als Kommandant eines Torpedobootes, das eine Gruppe von Motorseglern mit deutschen Truppen zur Besetzung der Insel Kreta eskortierte, kollidierte er in der Nacht mit einer feindlichen Marineformation aus drei Kreuzern und einigen Zerstörern. Mit bewundernswerter Kühnheit und außerordentlicher Bereitschaft startete er zum Angriff und traf in einem lebhaften Handgemenge mit zwei Torpedos einen Kreuzer, der versank; mit geschicktem Manöver gelang es ihm daher, sich von der feindlichen Reaktion zu lösen und zum Stützpunkt zurückzukehren."
Einen ähnlichen Einsatz führte wenige Stunden später Kapitänleutnant Giuseppe Cigala Fulgosi mit seinem Torpedoboot Sagittario durch.

### Schwarzes Meer
Im Frühjahr 1942 übernahm Mimbelli das Kommando über einen Marineverband, der auf deutschen Wunsch hin ins Schwarze Meer verlegt wurde, um dort die Eroberung der Krim von der Seeseite her zu unterstützen. Der Verband bestand aus Spezialeinheiten, sechs Kleinst-U-Booten und aus 14 Motortorpedobooten (MAS), welche nach Einschätzung der deutschen Marineführung als besonders geeignet für diese Aufgabe galten (zwei MAS-Boote kämpften von August bis Oktober 1942 auf dem Ladogasee). Da eine Durchfahrt durch die Dardanellen nicht möglich war, verlegte man den Verband auf dem Landweg und über die Donau nach Constanța und dann weiter nach Jalta. Von Mai 1942 bis Mai 1943 operierte der Verband gegen sowjetische Kriegs- und Handelsschiffe, vor allem bei Sewastopol, Balaklawa, Kertsch und Noworossijsk sowie im Asowschen Meer. Im Juni 1942 versenkte Mimbellis Verband zwei sowjetische U-Boote (S 32 und SHCH 306) und ein Handelsschiff. Gegen Ende des Monats kam es im Zug der deutschen Eroberung der Festungen von Sewastopol und Balaklawa zu zahlreichen Gefechten mit sowjetischen Schiffen. Mimbelli erhielt dafür u. a. einen hohen deutschen Orden. Anfang August 1942 beschädigten Motortorpedoboote (MAS 568, Oblt. z.S. Emilio Legnani) seines Geschwaders den sowjetischen Kreuzer Molotow so schwer, dass er zwei Jahre außer Dienst blieb. Der Zerstörer Kharkov wurde bei diesem Gefecht ebenfalls beschädigt. Am 9. September 1942 erlitt der italienische Verband durch einen sowjetischen Luftangriff auf den Stützpunkt in Jalta schwere Verluste. In den Monaten danach zog sich der Verband wegen der sowjetischen Winteroffensive und Nachschubproblemen vorübergehend nach Westen zurück. Die italienischen Boote wurden im Januar 1943 z. T. von deutschen Besatzungen übernommen, die zu diesem Zweck eigens in Italien ausgebildet worden waren. Am 20. Mai übergaben die Italiener den Verband offiziell an die deutsche Kriegsmarine, doch einige ihrer Kleinst-U-Boote operierten mit italienischen Besatzungen noch bis August 1943 im Schwarzen Meer und versenkten ein weiteres sowjetisches U-Boot.

## Nachkriegszeit
Mimbelli kommandierte vom 1. Mai 1945 bis zum 11. Mai 1946 das Schlachtschiff Vittorio Veneto und vom Oktober 1946 bis April 1947 den Kreuzer Giuseppe Garibaldi. 1948 zum Konteradmiral befördert, hatte er von 1951 bis 1952 das Kommando über die 3. Marinedivision. Danach war er italienischer Vertreter beim Oberkommando der Alliierten Streitkräfte im Mittelmeer. Von Dezember 1953 bis Mai 1956 hatte er das Kommando über die Accademia Navale in Livorno. Im Februar 1954 beförderte man ihn zum Admiral. Im Mai 1956 hatte er bis September 1957 das Kommando über die 2. Marinedivision. Von 1959 bis 1961 war er Flottenchef. Mimbelli beendete seine Laufbahn 1964 als Vizeadmiral. Er wurde in Livorno in der Familienkapelle des Misericordia-Friedhofes beigesetzt
Die italienische Marine hat einen 1992 in Dienst gestellten Zerstörer (D 561) der De-la-Penne-Klasse als Francesco Mimbelli benannt. Den Namen seines Torpedobootes, „Lupo“, trug eine Klasse von vier Fregatten, die 2003 nach etwa 25 Jahren aktivem Dienst aus der Flotte ausgeschieden sind und von der peruanischen Marine erworben wurden.